# Gérard van Spaendonck
Gérard van Spaendonck (Tilburg, 22 marzo 1746 – Parigi, 11 maggio 1822) è stato un pittore e incisore olandese.

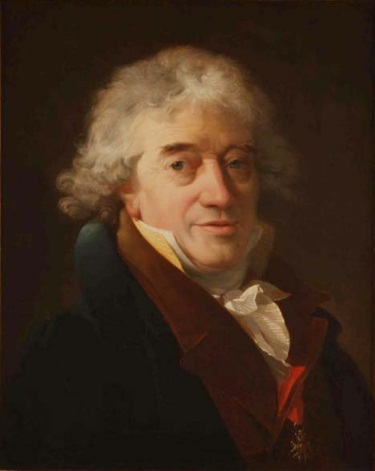
Gérard van Spaendonck

Conosciuto anche come Gerrit o Gerardus van Spaendonck, specializzato nella pittura floreale, fu uno dei primi pittori che divulgò in Europa la tradizione della pittura floreale olandese, che raggiunse il suo apice con Jan van Huysum.

## Biografia
Figlio di un intendente della signoria di Tilburg, nel Brabante settentrionale, e fratello del pittore Cornelis van Spaendonck, nel 1760 studiò pittura ad Anversa presso Willem Herreyns. 
Nel 1769 si trasferì a Parigi dove, grazie all'intervento di Claude-Henri Watelet, venne nominato miniaturista di Luigi XVI all'età di 28 anni. Espone per la prima volta al Salon del 1777.
Nel 1780, è nominato professore di pittura floreale al Jardin des Plantes, dove successe a Madeleine Basseporte. Fu ammesso il seguente anno all'accademia reale di pittura e di scultura.
Nel 1786, venne nominato pittore del gabinetto di Maria Antonietta.
Dopo la Rivoluzione, ottenne nel 1793 la cattedra di iconografia naturale dell'appena costituito Muséum national d'histoire naturelle e divenne nel 1795 uno dei primi membri dell'Académie des beaux-arts.
Sotto l'impero, fu insignito della Legion d'Onore nel 1804 e l'anno seguente di un titolo nobiliare da Napoleone.
Morì nel 1822, il suo corpo fu inumato nel cimitero di Père-Lachaise.

## Opere

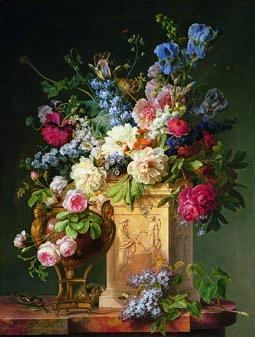
Natura morta con fiori

Specialista della tecnica del crachis, che consiste nell'aggiungere all'incisione dei piccoli punti destinati a affinare la resa dei dettagli e a sfumare i colori, privilegiava l'acquerello alla tempera, di gran moda ai suoi tempi.
Gérard van Spaendonck contribuì una cinquantina di acquerelli alle Vélins del Re, una collezione di pitture botaniche creata un secolo prima per iniziativa di Gaston de France, fratello di Luigi XIII. 
Nel 1780 contribuì con dei disegni alla Manifattura di Sèvres.
Tra il 1799 e il 1801 fece pubblicare una collezione di 24 incisioni intitolata: Fleurs dessinées d'après nature, considerata una delle sue opere maggiori.
Le pitture floreali di van Spaendonck furono molto stimate dai suoi contemporanei, dagli scienziati e dai pittori botanici.
Ebbe tra i suoi allievi e seguaci: Pierre-Joseph Redouté, Alexandre Paul Joseph Véron, Pierre-Antoine Poiteau, Henriette Gertruide Knip, Jan Frans van Dael, Pancrace Bessa, Jean Henri Jaume Saint-Hilaire, Piat Joseph Sauvage, Charlotte Eustache Sophie de Faligny-Damas.

## Galleria d'immagini

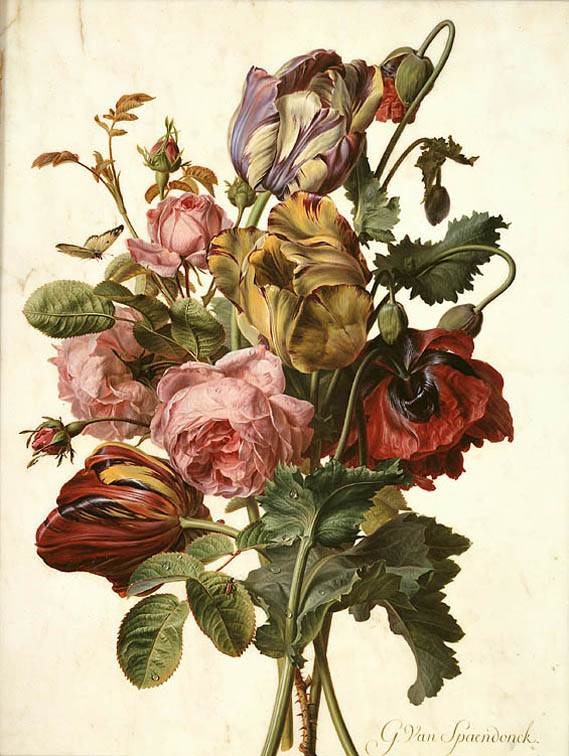
Bouquet : tulipani, rose e papavero somnifero, con una farfalla gialla, un capricorno rosso et une coccinella à sette punti. Olio su marmo.
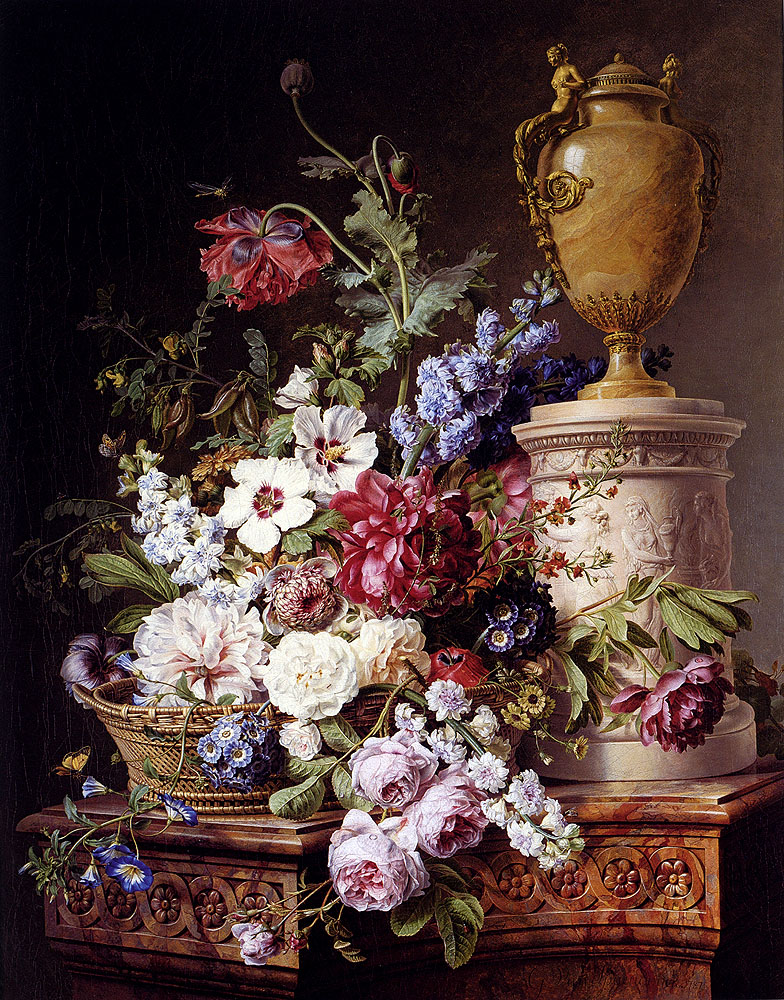
Nature morte : Fiori in un paniere con due farfalle, une libellula, una mosca e uno scarabeo, a fianco di un vaso in alabastro. Olio su tela (1787).
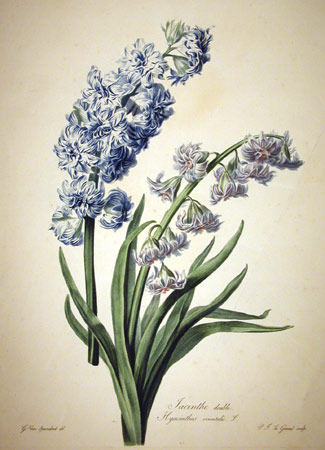
Giacinto doppio. Incisione da Fleurs dessinées d'après nature (1799-1801).
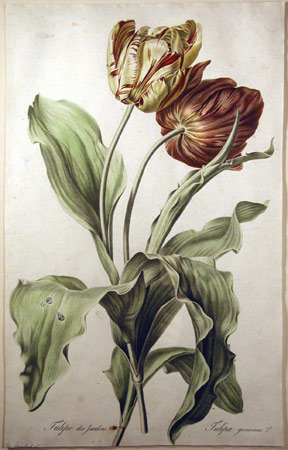
Tulipani Incisione da: Fleurs dessinées d'après nature (1799-1801).